# Real Tribunal del Consulado de Santiago

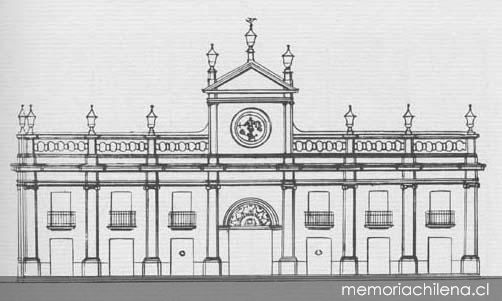
Fachada del Palacio del Real Tribunal del Consultdao de Santiago, concluido en 1808.

Citación al Cabildo Abierto del 18 de septiembre de 1810, en las «Salas del Real Tribunal del Consulado».

El Real Tribunal del Consulado de Santiago fue un tribunal comercial de Chile, creado por Real Cédula del 26 de febrero de 1795, durante el gobierno del gobernador Ambrosio O'Higgins. Se trataba de un cuerpo colegiado que funcionaba como tribunal comercial (llamado Tribunal de Justicia) y como sociedad de fomento económico (llamada Junta de Gobierno). Su principal tarea era la regulación del comercio.
El edificio donde funcionaba estaba ubicado en la esquina de Bandera con Compañía y fue diseñado por Juan José de Goycolea hacia 1807. En este edificio se desarrolló el primer cabildo abierto de Santiago del 18 de septiembre de 1810, y también el primer Congreso Nacional. Dicho edificio fue demolido para construir el actual Palacio de los Tribunales de Justicia de Santiago, que alberga la Corte Suprema y la Corte de Apelaciones de Santiago.